# Boris Diaw
Boris Babacar Diaw-Riffiod (ur. 16 kwietnia 1982 w Cormeilles-en-Parisis) – francuski koszykarz, mogący grać na wszystkich pozycjach.

## Kariera sportowa
Mierzący 203 cm wzrostu koszykarz w ojczyźnie grał w Pau Orthez (mistrzostwo Francji 2001, 2003). Do NBA został wybrany z 21 numerem w drafcie 2003 i trafił do Atlanta Hawks. W Atlancie grał przez dwa sezony, w 2005 został oddany do Phoenix w zamian za Joego Johnsona. W Suns stał się ważnym ogniwem zespołu, wobec kontuzji Amar’e Stoudemire’a grał nawet jako center (jego naturalną pozycją jest niski skrzydłowy). Po sezonie otrzymał nagrodę NBA Most Improved Player Award, przyznawaną  zawodnikowi, który uczynił największe postępy.
Od lat występuje w reprezentacji Francji, wcześniej grał w juniorskich drużynach tego kraju. Znalazł się w składzie brązowych medalistów Mistrzostw Europy 2005.
8 lipca 2016 został wysłany wraz z wyborem II rundy draftu 2022 roku oraz gotówką do Utah Jazz, w zamian za prawa do Oliviera Hanlana. 13 lipca 2017 został zwolniony przez klub z Salt Lake City. W październiku 2017 dołączył do francuskiej drużyny Levallois Metropolitans.
6 września 2018 ogłosił zakończenie kariery sportowej.

## Osiągnięcia
Na podstawie, o ile nie zaznaczono inaczej.
NBA
- Mistrz NBA (2014)[8]
- Wicemistrz NBA (2013)[8]
- Zdobywca nagrody dla zawodnika, który poczynił największy postęp (2006)[9]

Francja
- Mistrz Francji (2003)
- Zdobywca:
  - pucharu Francji (2002, 2003)
  - superpucharu Francji (2003)
- MVP ligi francuskiej LNB (2003)
- Laureat nagrody:
  - Wschodząca gwiazda ligi francuskiej (2002)
  - Pro A Newcomer of the Year (2001)[10]
- Zwycięzca konkursu wsadów podczas francuskiego meczu gwiazd (2001)
- Uczestnik meczu gwiazd francuskiej ligi LNB Pro A (2001, 2018)

Reprezentacja
- Mistrz:
  - Europy (2013)
  - Europy U-18 (2000)
  - kwalifikacji olimpijskich (2016)
- Wicemistrz Europy (2011)
- Brązowy medalista mistrzostw:
  - świata (2014)
  - Europy:
    - 2005, 2015
    - U-20 (2002 – 3. miejsce)
- Zaliczony do I składu Eurobasketu (2005)[10]
- Uczestnik:
  - mistrzostw:
    - świata (2006 – 5. miejsce, 2010 – 13. miejsce, 2014)
    - Europy:
      - 2003 – 4. miejsce, 2005, 2007 – 8. miejsce, 2009 – 5. miejsce, 2011, 2013, 2015, 2017 – 12. miejsce
      - U-20 (2000 – 8. miejsce, 2002)

  - igrzysk olimpijskich (2012 – 6. miejsce, 2016 – 6. miejsce)